# Caio Bruto Presente
Lúcio Flávio Caio Bruto Presente Labério Máximo Poliônimo (em latim: Lucius Fulvius Gaius Bruttius Praesens Laberius Maximus Polyonymus; c. 119 - depois de 180) foi um proeminente senador e cônsul romano por duas vezes durante os reinados dos imperadores Antonino Pio, Marco Aurélio e Cômodo. Sua carreira é conhecida principalmente através de inscrições.

## História
Presente era, até onde se sabe, o filho único do cônsul e senador Caio Bruto Presente Lúcio Fúlvio Rústico com sua segunda esposa, a rica herdeira romana Labéria Hostília Crispina, filha do general e cônsul por duas vezes Mânio Labério Máximo. Ele nasceu e foi criado em Volceios, Lucânia, na Itália. Julgando pelas datas presumidas de seus primeiros cargos, Presente deve ter nascido por volta de 119. Ele serviu como tribuno militar na Legio III Gallica na Síria, provavelmente em 136, quando seu pai era o governador. No começo do reinado de Antonino Pio, a família, pelas evidências, era tida em alta estima: seu pai foi cônsul pela segunda vez em 139 como colega do novo imperador e Presente, seu filho, foi elevado à dignidade de patrício por volta da mesma época. Depois, ele conseguiu a cobiçada posição de questor augusto.
O primeiro consulado de Presente foi em 153: ele foi cônsul, inicialmente com Públio Sétimo Afer como colega. Sob Marco Aurélio, ele continuou a prosperar: como o pai, ele foi procônsul da África entre 166 e 167. Em 178, o filho de Marco Aurélio, o futuro imperador Cômodo, se casou com a filha de Presente, Bruta Crispina, e Marco nomeou Presente como cônsul para o ano de 180. Em 3 de augusto de 178, ele foi um dos acompanhantes de Marco Aurélio e Cômodo na chamada Expeditio Germanica Secunda contra os quados, jáziges e marcomanos, recebendo condecorações por sua participação. Presente iniciou seu mandato em 180 com Sexto Quintílio Valério Condiano como colega.
Não se sabe o nome da esposa de Presente, mas é certo que ele teve dois filhos:
- Lúcio Bruto Quinto Crispino, um futuro cônsul.
- Bruta Crispina, futura imperatriz, esposa de Cômodo.